# Barca de Ra

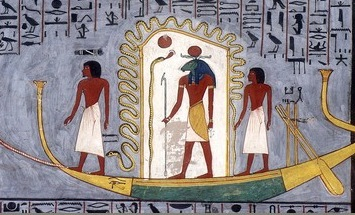
Ra con cabeza en forma de carnero (comúnmente conocido como Afu-Ra) en su barca solar Mesektet viajando por la Duat acompañado por Sia en la proa y Heka en la popa, siendo protegido por la deidad serpiente Mehen.

La barca de Ra, en la mitología egipcia, era cualquiera de las dos barcas solares que utilizaba el dios Ra para viajar de día y de noche.
Ra viaja en una barca por el ciclo perpetuo de la salida del sol cada mañana por oriente y la puesta del Sol hacia occidente, que luego desaparece en el reino de los muertos, la Duat. Ra utilizaba la barca de la mañana, llamada Mandyet y la barca de la noche, Mesektet.
Una leyenda afirma que cada día, Ra nacía e iniciaba un viaje a través del cielo. Se creía que Ra viajaba en la barca Manjet o "Barca de millones de años". En este viaje diario le acompañaba una tripulación de muchos dioses. El Manjet navegaba por las doce provincias, que representaban las doce horas de luz. Al final de cada día, se creía que Ra moría y emprendía su viaje nocturno. Para este viaje se le llamaba Auf, que significa 'cadáver'. Ra navegaba en un barco llamado Mesektet-boat o barca nocturna en su viaje a través de las doce horas de oscuridad.
- Barca Mandyet o barca de millones de años:

Ra comenzaba su jornada en la barca Mandyet, acompañado por otros dioses, y recorría las doce provincias que representaban las doce horas del día antes de iniciar su viaje subterráneo.
- Barca Mesektet:

Ra iniciaba su periplo subterráneo en la barca Mesektet, atravesando las doce horas de la noche antes de renacer por la mañana. Para este viaje se le llamaba Auf, que significa 'cadáver'. En el reino de los muertos (la noche), debía enfrentarse a las fuerzas del caos, en las que el representante más poderoso es la serpiente Apofis. En la barca es acompañado por otras divinidades que, como Seth, le ayudan a luchar contra el caos.
Aparece, entre otros, en el Libro de los muertos, como en el capítulo 101: "Fórmula para proteger la barca de Ra", o en el capítulo 136b: "Fórmula de la navegación en la gran barca de Ra para pasar por el círculo de la llama".